# Земо-Чочети
Земо-Чочети (груз. ზემო ჩოჩეთი) — село в Грузии, на территории Каспского муниципалитета края (мхаре) Шида-Картли.

## География
Село находится в центральной части Грузии, на правом берегу реки Тедзами (правый приток Куры), на расстоянии приблизительно 6 километров (по прямой) к юго-западу от города Каспи, административного центра муниципалитета. Абсолютная высота — 617 метров над уровнем моря.

## Население
По результатам официальной переписи населения 2014 года, в Земо-Чочети проживало 444 человека (211 мужчин и 233 женщины). В национальной структуре населения грузины составляли 86,7 %, азербайджанцы — 9,2 %, осетины — 3,6 %.
| Год  | Население, человек |
| ---- | ------------------ |
| 2002 | 599                |
| 2014 | ↘ 444              |